# Kryzys węgierski
Kryzys węgierski (węg. Az 1905-ös magyarországi belpolitikai válság) − kryzys polityczny na Węgrzech, trwający w latach 1905–1906 jako następstwo sporu pomiędzy królem Franciszkiem Józefem i Partią Liberalną a antyhabsburską Partią Niepodległości Ferenca Kossutha.
W wyniku wyborów parlamentarnych na Węgrzech w styczniu 1905 roku po raz pierwszy zwycięstwo odniosła i zbudowała większość Partia Niepodległości, której programem politycznym było rozszerzenie autonomii, a w dalszej perspektywie, całkowita niezależność od Austrii. Punktem, wokół którego wybuchł spór, było wyborcze żądanie Kossutha było wprowadzenie języka węgierskiego do wspólnej armii. W efekcie sporu król blokował powstanie nowego rządu, a u władzy pozostawał stary gabinet Istvána Tiszy.
W wyniku przedłużającego się okresu patowego i konieczności zmiany rządu, w czerwcu król powołał gabinet Gézy Fejérváryego. Obóz Kossutha uznał rząd za niekonstytucyjny, ponieważ nie miał on poparcia większości parlametarnej, a sam Fejérváry rządził w oparciu o króla, z pominięciem parlamentu. Partia Niepodległości wezwała społeczeństwo do oporu. W efekcie w wielu częściach kraju nastąpiło zaniechanie płacenia podatków.
Minister spraw wewnętrznych Jósef Kristóffy rozpoczął wówczas negocjacje z socjaldemokracją i częścią liberałów w celu wprowadzenia zmian w prawie wyborczym. Władze wojskowe w Wiedniu rozważały wówczas nawet konieczność interwencji wojskowej na Węgrzech, licząc się z możliwością wybuchu w tym kraju powstania.
Pod wpływem napięcia i nastrojów opinii publicznej Kossuth zgodził się ustąpić i zaakceptował pozaparlamentarny rząd Sándora Wekerle.